# Olympe Audouard
Olympe Félicité Audouard, nata de Jouval (Marsiglia, 13 marzo 1832 – Nizza, 13 gennaio 1890), è stata una scrittrice e femminista francese, una delle rappresentanti più importanti del movimento femminista francese della seconda metà del XIX secolo.

## Biografia
Sposata all'età di vent'anni con il notaio marseillese Henri-Alexis Audouard, il suo matrimonio si concluse dopo pochi mesi quando il marito chiese la separazione legale, accusandola di libertinismo. Da questa unione nacque un bambino che rimase con la madre nonostante la separazione dal marito.
Alexandre Dumas, passando per Marsiglia, aveva elogiato i suoi manoscritti. - "Cosa vieni a Parigi?" gli disse. - "Ci ho pensato!" rispose lei. E prese il treno, con l'intenzione di occupare nelle lettere il posto che fu di George Sand. Arrivata a Parigi, frequentò, oltre a Dumas, celebrità come Théophile Gautier, Lamartine, Jules Janin, incontri che lei racconta nelle sue memorie.
Dopo la conclusione del suo divorzio, pronunciato nel 1855, approfittò immediatamente della sua ritrovata libertà per diventare scrittrice professionista, un lungo viaggio attraverso l'Egitto, la Siria, la Palestina, la Turchia. Da lì andò in Russia, viaggiando attraverso la Germania e la Polonia.
Tornata a Parigi, provò ad entrare nel mondo della moda, ma il business non era adatto alla sua natura, perciò si dedicò alla letteratura scrivendo il romanzo intitolato Comment aiment les hommes, ripetendo le critiche agli uomini presenti nel libro anche nelle sue numerose conferenze.
Nello stesso momento in cui stava collaborando con Revue cosmopolite, fondò un giornale mondano che non durò molto, intitolato Le Papillon. Due anni dopo, cercò di entrare in politica, e chiese il permesso al ministro degli Interni, di trasformare il Revue cosmopolite in un foglio di politica corrente, che il ministro rifiutò, con il pretesto che poteva essere concesso solo a un "francese" che godesse dei suoi diritti civili e politici.
Dopo aver protestato con forza sui giornali contro questo nuovo atto di tirannia maschile, partì per l'America, dove tenne una serie di conferenze che ebbero un grande successo in diverse città degli Stati Uniti, di cui Salt Lake City.
Aveva richiesto, in particolare in molte presentazioni e pubblicazioni, accanto alle riforme generali in materia civile e al divorzio, anche la piena uguaglianza per le donne, il diritto di voto e di eleggibilità.
Venne spesso attaccata da Barbey d’Aurevilly, con il quale si scontrò verbalmente in modo molto duro, spesso discussioni pubblicate dalla stampa!».
Morì a Nizza, dove era venuta per cercare di curare la sua malattia, assistita nei suoi ultimi momenti dalla principessa Waronsoff e da suo figlio, il duca di Montelfi dopo la congestione polmonare. Molto patriottica, è rimasta a Parigi durante la guerra del 1870, e durante l'assedio di Parigi. Era una delle infermiere più devote, diligente nel curare i feriti.

## Pubblicazioni
- À travers l'Amérique ; le Far-West, Paris, É. Dentu (1869)
- À travers l'Amérique… États-Unis, constitution, mœurs, usages, lois, institutions, sectes religieuses, Paris, É. Dentu (1966, 1871)
- Comment aiment les hommes, Paris, É. Dentu (1862)
- Guerre aux hommes, Paris, É. Dentu (1866)
- Gynécologie ; la femme depuis six mille ans, Paris, Dentu (1873)
- Histoire d'un mendiant, Paris, É. Dentu (1862)
- Il n'y a pas d'amour sans jalousie et de jalousie sans amour, comédie en un acte et en prose, Paris, É. Dentu (1863)
- La femme dans le mariage, la séparation et le divorce : conférence faite le 28 février 1870, Paris, É. Dentu (1870)
- L'Amie intime, Paris (1873)
- La Morale officielle S. V. P., lettre à M. de Goulard, ministre de l'Intérieur, Paris, É. Dentu (1873)
- L'Amour, le matérialisme, le spiritualiste, le complet et divin..., Paris, É. Dentu (1880)
- Le Canal de Suez, chapitre détaché d'un livre sur l'Egypte, qui paraîtra prochainement, Paris, É. Dentu (1864)
- Le luxe des femmes : réponse d'une femme à M. le procureur général Dupin, Paris, É. Dentu (1865)
- Le luxe effréné des hommes. Discours tenu dans un comité de femmes, Paris, É. Dentu (1865)
- Le Papillon arts, lettres, industrie, Paris, [s.n.] (1861-1863)
- Les mondes des esprits, ou la Vie après la mort, Paris, É. Dentu (1874)
- Les escompteuses, études parisiennes, Paris, É. Dentu (1883)
- Les mystères de l'Égypte dévoilés, Paris, É. Dentu (1865)
- Les mystères du sérail et des harems turcs ; lois, mœurs, usages, anecdotes, Paris, É. Dentu (1863)
- Les nuits russes, Paris, É. Dentu (1876)
- Les roses sanglantes, Paris, É. Dentu (1880)
- Le Secret de la belle-mère, Paris, É. Dentu (1876)
- Les soupers de la Princesse Louba d'Askoff : drame d'amour et de nihilisme, Paris, Dentu (1880)
- Lettre à M. Haussmann, préfet de la Seine, Paris, imp. Balitout, Questroy et Cie (1868)
- Lettre aux députés, Paris, É. Dentu (1867)
- L'Homme de quarante ans, Paris, É. Dentu (1868)
- L'Orient et ses peuplades, Paris, É. Dentu (1867)
- M. Barbey-d'Aurevilly ; réponse à ses réquisitoires contre les bas-bleus. Conférence du 11 avril, Paris, É. Dentu (1870)
- Pour rire à deux : contes, Paris, C. Marpon et E. Flammarion (1884)
- La Femme-Homme. Mariage adultère divorce. Réponse d'une femme à M. Alexandre Dumas Fils, Paris, É. Dentu (1872)
- Silhouettes parisiennes, Paris, C. Marpon et E. Flammarion (1883)
- Singulière nuit de noce, drame de la vie parisienne, Paris, C. Marpon et E. Flammarion (1886)
- Un mari mystifié, Paris, É. Dentu (1863)
- Voyage à travers mes souvenirs : ceux que j'ai connus ce que j'ai vu, Paris, É. Dentu (1884)
- Voyage au pays des boyards ; étude sur la Russie actuelle, Paris, É. Dentu (1881)